# Уильямс, Вирджил
Вирджил Уильямс (англ. Virgil Macey Williams; 1830—1886) — американский художник и педагог.

## Биография

Fishing Near Half Dome

Родился в 1830 году в городе Dixfield, штат Мэн. Позже переехал в город Тонтон, штат Массачусетс.
Учился в Брауновском университете в Нью-Йорке у Даниэла Хантингтона. Затем поехал в Европу, с 1853 по 1860 годы обучался в Париже и Риме (с художником Уильямом Пейджем). Вернулся в Бостон в 1860 году. Здесь преподавал рисунок в Гарвардском университете и Массачусетском технологическом институте.
В 1862 году прибыл в Калифорнию. В Сан-Франциско работал как художник и преподаватель в художественных школах Santa Barbara School of the Arts и California School of Design (с 1874 года до своей смерти). Был соучредителем San Francisco Art Association и Bohemian Club, в котором был президентом в 1875—1876 годах.
Путешествовал по стране, побывал в горах Сьерра-Невады и долине Йосемити. Выставлялся в Пенсильванской академии изящных искусств, California Art Union и Boston Art Club. Работы художника находятся в Оклендском музее Калифорнии, Silverado Museum в Сент-Хелина, библиотеке Bancroft Library Калифорнийского университета в Беркли, в California Historical Society.
Умер в 1886 году в городе Сент-Хелина, штат Калифорния. Был женат на Mary Page (дочь Уильяма Пейджа) и Nora Dorton (с 1871 года).